# Dolomedes femoralis
Dolomedes femoralis är en spindelart som beskrevs av Johan Coenraad van Hasselt 1882. Dolomedes femoralis ingår i släktet Dolomedes och familjen vårdnätsspindlar. Inga underarter finns listade i Catalogue of Life.